# تشوب
تِشوب خدای آب‌وهوای هوریان و همچنین رئیس پانتئون هوریان بود. ریشه‌شناسی نام او نامشخص است، اگرچه توافق شده است که از نظر زبان‌شناسی می‌توان آن را واژه‌ای هوری طبقه‌بندی کرد. از نام او هم نوشته‌های آوایی و هم لوگوگرام گواهی شده است. تشوب در جایگاه خدایی مرتبط با آب‌وهوا، می‌تواند هم مخرب و هم محافظ به تصویر کشیده شود. پدیده‌های آب‌وهوایی منفرد از جمله بادها، برق، رعد و باران را می‌توان به عنوان سلاح او توصیف کرد. همچنین اعتقاد بر این بود که او باعث رشد پوشش گیاهی و ایجاد رودخانه‌ها و چشمه‌ها میشود. موقعیت برتر او در مذهب هوری نشان‌دهنده اهمیت گسترده خدایان آب‌وهوا در شمال بین‌النهرین و نواحی مجاور بود، جایی که بر خلاف جنوب، کشاورزی عمدتاً به بارندگی متکی بود تا آبیاری. اعتقاد بر این بود که قدرت او هم بر فانیان و هم بر دیگر خدایان، هم در زمین و هم در آسمان گسترش می‌یابد. با این حال دریا و جهان زیرین تحت کنترل او نبود. تجسمِ تشوب نادر است، اگرچه توافق بر این است که او معمولاً به‌عنوان چهره‌ای مسلح و ریش‌دار به تصویر کشیده می‌شود که گاهی دسته‌ای از آذرخش را در دست دارد. یکی از این نمونه‌ها از یازلیکایا شناخته شده است. در برخی موارد، او در حال راندنِ ارابه‌ای تجسم شده است که دو گاو نر مقدس آن را می‌کِشند.
بنا به آهنگ پیدایش، تشوب از جمجمهٔ شکافتهٔ کوماربی بدنیا آمد که در جریان درگیری بر سر پادشاهی، اندام جنسی آنو را گاز گرفت. به این سنت در منابع دیگری از جمله سرودی از حلب و کتیبه لووی نیز اشاره شده است. در مقابل، یک اشاره مجزا به خدای ماه کوشوح که به جای پدرش است نیز شناخته شده است. در متن‌های منفرد، خداییان مختلفی را می‌توان به عنوان خواهر و برادر او نام برد، از جمله شاوشکا، تاشمیشو و آرانزاه. همسر او هپات بود، الهه‌ای که در ابتدا در حلب پرستش می‌شد و در مقطعی در پانتئون هوریان گنجانده شد. فرزندان آنها شاروما، آلانزو و کونزیشالی بودند. خدایان دیگری که گمان می‌رود به دربار تشوب تعلق دارند عبارتند از تنو، پنتیکالی، گاوهای نر شیری و حوری و خدایان کوه نامنی و حزی. اعضای اطرافیان او معمولاً در اصطلاحا کالوتی، فهرست‌های پیشکش هوری، برشمرده می‌شدند. فهرست‌های خدا نشان می‌دهد که تشوب را می‌توان همتای دیگر خدایان آب‌وهوا دانست که در بین‌النهرین و غرب در سوریه پرستش می‌شدند، از جمله اداد و بعل اوگاریتی. در آناتولی او همچنین بر تارحونا هیتی و تارحونز لووی تأثیر گذاشت، اگرچه همه این خدایان نیز جدا از یکدیگر پرستش می‌شدند.
پرستش تشوب نخستین بار در دوره اور سوم گواهی شده است، همراه با آن شواهد اولیه از جمله اسامی تئوفوری هوری و کتیبه سلطنتی از اورکش نیز وجود دارند. منابع بعدی نشان می‌دهد که مرکز اصلی آیین او شهر کومه بوده که هنوز به طور قطعی مکان‌یابی نشده است. شهر مقدس دیگر او ارافا بود، پایتخت پادشاهیِ همنام واقع در مجاورت کرکوک امروزی در عراق. هر دوی این شهرها به‌عنوان مراکز مذهبی با اهمیت فرامنطقه‌ای تلقی می‌شدند و بعضی از اشاره‌ها به فرمانروایان بین‌النهرین که گهگاه برای آنها پیشکش می‌فرستادند، در دست است. در امپراتوری میتانی، مکان اصلی مرتبط با او کاهات در شمال سوریه بود. در کیزوواتنا در جنوب شرقی ترکیه او را در کومانی پرستش می‌کردند. علاوه بر این، به دلیل نفوذ فرهنگی هوریان، او به عنوان خدای آب‌و هوای حلب شناخته شد. او همچنین در بسیاری از شهرهای دیگر هوری پرستش می‌شد، و در نیمه دوم هزاره دوم پیش از دوران مشترک او خدایی بود که معمولاً در اسامی تئوفوری هوری ذکر می‌شد و نمونه‌هایی  متعددی از آن در متن‌های نوزی شناسایی شده است. همچنین در متون اوگاریتی به عنوان یک خدای پرستش‌شده رایج گواهی شده است که نشان می‌دهد عناصر هوری و محلی در اعمال مذهبی این شهر به هم پیوسته بودند. علاوه بر این، او در مذهب هیتی و مذهب لووی گنجانده شد. هیپوستاز او در ارتباط با حلب در این زمینه اهمیت خاصی یافت.
اسطوره‌های هوری گوناگونی که بر تشوب متمرکز هستند، شناخته شده است. بسیاری از آنها در ترجمه‌های هیتی باقی مانده‌اند، اگرچه رویدادهایی که در آنها توصیف می‌شوند، بازتاب الهیات هوری هستند، نه هیتی. بسیاری از آنها بر صعود تشوب به مقام پادشاه خدایان و درگیری او با کوماربی و متحدانش، مانند هیولای دریایی هدامو، غول سنگی اولیکومی یا دریای شخصیت‌شده تمرکز می‌کنند. این متن‌ها معمولاً به عنوان چرخه کوماربی نامیده می‌شوند، اگرچه یادآوری شده که تشوب به طور مؤثر شخصیت اصلی همه آنها است و این مساله منجر به پیشنهادهای تغییر نام گاه‌به‌گاه می‌شود. تشوب همچنین یک شخصیت اصلی در آهنگ رهایی است که طرح داستانش بر تلاش‌های او برای تضمین آزادی ساکنان ایگینگالیش از ابلا متمرکز است. دو قسمت از متن‌های حفظ‌شده علاوه بر این، به دیدارهای او با ایشارا، الهه حامی شهر دوم، و آلانی، ملکه جهان زیرین، می‌پردازند. تفسیر روایت به عنوان یک کل و صحنه‌های منفرد آن همچنان موضوع بحث علمی است. اشاره‌های بیشتری به او در تعدادی از متن‌های ادبی با تمرکز بر قهرمانان انسانی، از جمله داستان آپو و اقتباس هوری از حماسه گیلگمش، شناسایی شده است.

## نام
در ادبیات آشورشناسی و هیتی‌شناسی، رومی‌نویسی‌های متعددی از نام تشوب وجود دارد، از جمله: Teššub، Tešub، Teššob و Teššop.

### نویسه لوگوگرامی
علاوه بر املای هجایی آوایی، نام تشوب را می‌توان به خط میخی با علامت سومروگرام dIŠKUR نشان داد.

### هم‌خانواده‌های تایید شده و مورد مناقشه
توافق بر این است که نام تشوب هم‌خانواده با اسم خاصِ خدای اورارتویی تیشبا است.

## شخصیت
در دین هوری، دو نقش اصلی به تشوب داده شد: خدای آب و هوا و پادشاه خدایان.

## شمایل‌نگاری
به تصویر کشیدن تشوب نادر است.

## ارتباط با سایر خدایان

### خانواده و درباریان
تشوب را پسر آنو و کوماربی می‌دانستند.

### خدایان آب‌وهوای سوریه-بین‌النهرین

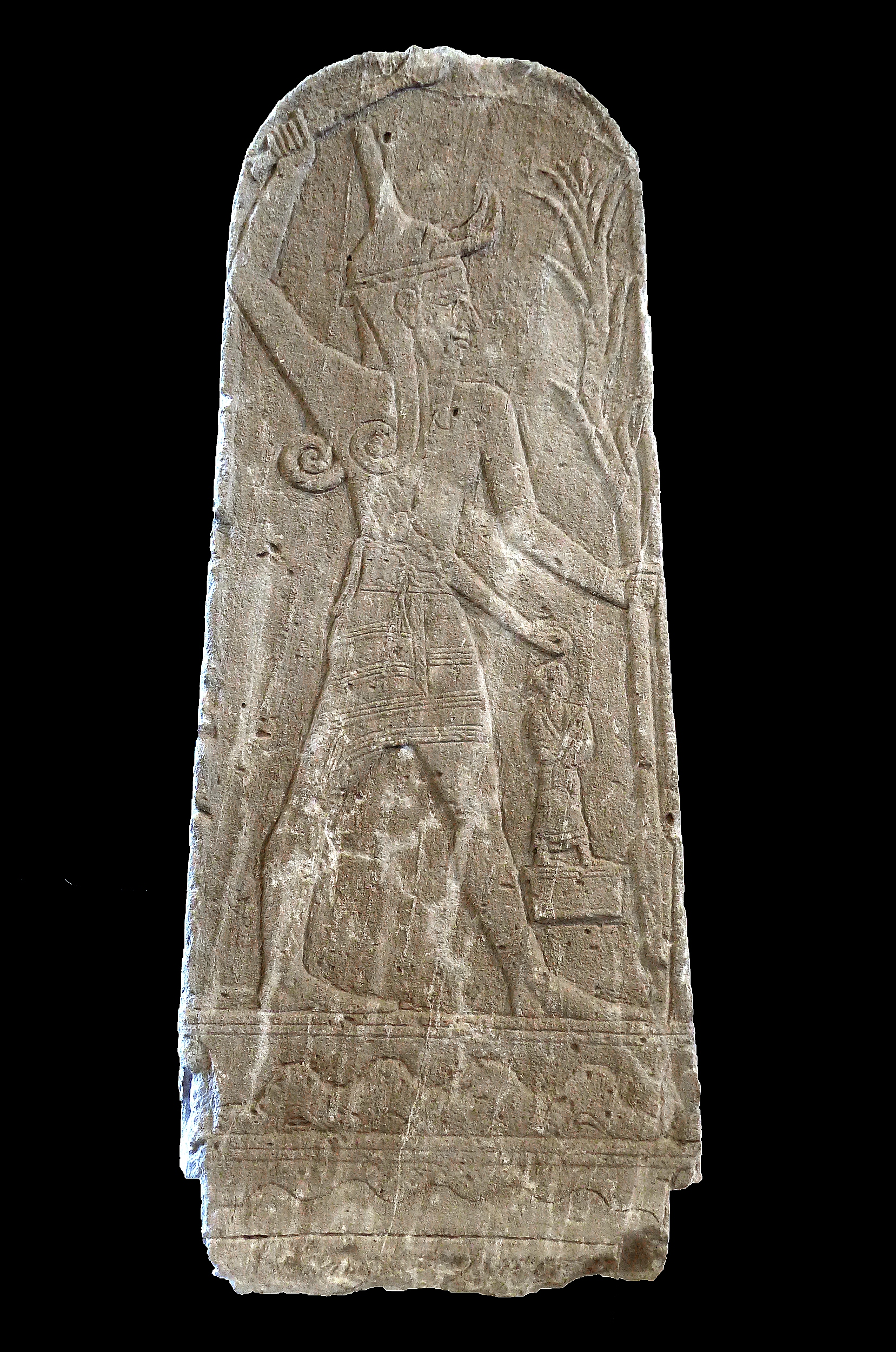
سنگ یادبودی که خدای آب و هوای اوگاریتی، بعل را نشان می‌دهد که ممکن است با تشوب مرتبط باشد.

تشوب را همتای خدای آب‌وهوای بین‌النهرین، ادد، می‌دانستند. در هزاره دوم پیش از دوران مشترک در سراسر شمال سوریه و بین‌النهرین علیا به دلیل ازدیاد سلسله‌های جدید هوری، و در نهایت ظهور امپراتوری میتانی، درجه‌ای از تلفیق‌گرایی بین آنها رخ داد، اما بررسی توسعه دقیق آن هنوز به دلیل کمبود منابع که بتواند مبنایی برای مطالعات موردی باشد، ممکن نیست. در حالی که فرمانروایان هوری در منابع دوره بابل باستان غایب نیستند، آنها از قرن شانزدهم به بعد به اهمیت بیشتری دست یافتند و جایگزین سلسله‌های غالب سابق عموری شدند. در نتیجه این روند، تشوب به عنوان خدای آب‌وهوای حلب شناخته شد. با این حال، از آنجایی که زبان‌های سامی در سرتاسر منطقه دارای گویشور بود، هر دو نام خدایان آب‌وهوا همچنان در سراسر منطقه فرات میانی استفاده می‌شدند.
در حالی که هم‌ارزی بین تشوب و ادد در فهرست خدای بین‌النهرینی آن = آنوم  گواهی نشده است، او مستقیماً به عنوان یکی از همتایان خارجی‌اش نامیده می‌شود، به ویژه که در متن مشابه دیگری، K 2100 (CT 25, 16–17)، به سوبارتو مربوط می‌شود. در یک قطعه از آهنگ هداممو تشوب با عنوان «بازرس کانال بشر» خطاب شده است که به احتمال زیاد از محیط بابلی سرچشمه می‌گیرد. موقعیت آنو به عنوان پدر تشوب نیز منعکس‌کنندهٔ سنت بین‌النهرین است. این ایده ممکن است در اوایل دوره اکدی به هوری‌ها رسیده باشد. دانیل شومر اشاره می‌کند که ممکن است به نوبه خود این سنت که بر اساس آن اداد پسر داگان بود، تحت تأثیر مذهب هوری قرار داشته باشد، و قرار بود که ارتباط بین همتایان هوری خود، تشوب و کوماربی را منعکس کند، و استدلال می‌کند که این مساله «سوال‌برانگیز» است اگر که قبل از ورود هوریان نیز همین تصور وجود داشته باشد. به گفته لوئیس فلیو، در حالی که رابطه پدر و پسری بین داگان و خدای آب‌وهوا فقط به طور مستقیم در اوگاریت تأیید شده است، می‌توان فرض کرد که قبلاً در متون بابلی باستان به آن اشاره ضمنی شده است. بقایای دوره نفوذ فرهنگی هوریان نیز همچنان در تعدادی از سنت‌های نئوآشوری مربوط به اداد قابل مشاهده است. متون تاکلتو نشان می‌دهد که گاوهای نر او شیری و حوری در دایره خدایان مرتبط با اداد هم در آشور و هم در کوربِیل گنجانده شده‌اند. فرض بر این است که این واقعیت که او در کنار ایشتار در قراردادها مورد استناد قرار گرفته است بازتاب ارتباط بین تشوب و شاوشکا است. بیت پونگراتز-لایستن استدلال می‌کند که نمونه‌ای از اساطیر هوری که در ارتباط بین این خداییان بین‌النهرینی منعکس شده باشد، قبلاً در وِرد نفرین ادد-نیراری یکم وجود داشته است. در عین حال، غیرقابل قبول است که فرض شود تکریم گسترده ادد در آشور در دوره آشوری میانه و بعداً نتیجه نفوذ هوریان بوده باشد، و به احتمال زیاد باید در عوض به عنوان موردی از تداوم فرهنگی تفسیر شود. گواهی این مساله در اشاعه گسترده شواهدِ پرستش «اددِ آشور»، که حتی در منابع هیتی نیز به حضور دارد، دیده می‌شود.
در اوگاریت، تشوب با خدای آب‌وهوای محلی، بعل شناخته می‌شد. فرض بر این است که دومی از طریق جایگزینی نام اصلی خدای آب‌وهوا با لقب او در سواحل مدیترانه در قرن پانزدهم پیش از دوران مشترک ایجاد شد. در تحقیقات مدرن، مقایسه‌هایی بین اسطوره‌هایی انجام شده است که بر درگیری‌های مربوط به آنها برای پادشاهی در میان خدایان متمرکز شده‌اند. در حالی که بعل مستقیماً با ال، خدای ارشد در پانتئون اوگاریتی مبارزه نمی‌کند، رابطه بین آنها با خصومت بین همتایان هوری‌شان، کوماربی و تشوب مقایسه شده است. بعلاوه، همانند نحوه جنگ بعل با یم، خدای دریا، کیاشه نیز در زمره دشمنان اسطوره‌ای تشوب به شمار می‌رفت و هر دو نبرد با یک کوه، حزی، مرتبط بودند. با این حال، اسطوره‌های مربوط به بعل نیز حاوی عناصری هستند که مورد مشابهی در افسانه‌های متمرکز بر تشوب پیدا نمی‌کنند، مانند رویارویی با موت، تجسم مرگ، و مرگ موقت او در نتیجه آن. برخلاف تشوب، بعل همسری نیز نداشت، و در اوگاریت هپات ظاهراً همتای پیدرای شناخته می‌شد که به‌جای همسر، دخترش در نظر گرفته می‌شد.
به دلایل نامشخص، نسخه سه زبانه فهرست خدای ویدنر از اوگاریت، تشوب و بعل را نه تنها با یکدیگر، بلکه با الهه بین‌النهرین، ایمزوانا، برابر می‌داند. از آنجایی که شخصیت او متفاوت بود، آرون توگندهافت پیشنهاد کرده است که این ارتباط ممکن است نمونه‌ای از بازی با کلمات کاتبان باشد، زیرا اولین علامت نام ایمزوانا با سومروگرام IM که برای نشان دادن نام خدایان آب‌وهوا استفاده م‌یشد، یکسان است. او نتیجه می‌گیرد که بعید است این فهرست بتواند به عنوان مرجع الهیات هوری یا اوگاریتی مورد استفاده قرار گیرد.
استدلال شده است که دو نام تشوب و بعل هر دو به جای یکدیگر برای اشاره به خدای آب‌وهوای محلی در امار به کار می‌رفتند. با این حال، به احتمال زیاد، نام اصلی او در این شهر ادد بود و بعل فقط به عنوان کنیه عمل می‌کرد. این احتمال وجود دارد که در پانتئون محلی، رابطه بین او و عشتروت شبیه پیوند بین تشوب و شاوشکا در اساطیر هوری تصور شده باشد، زیرا شواهدی برای ادعای رابطه همسری بین آنها وجود ندارد.

### خدایان آب‌وهوای آناتولی

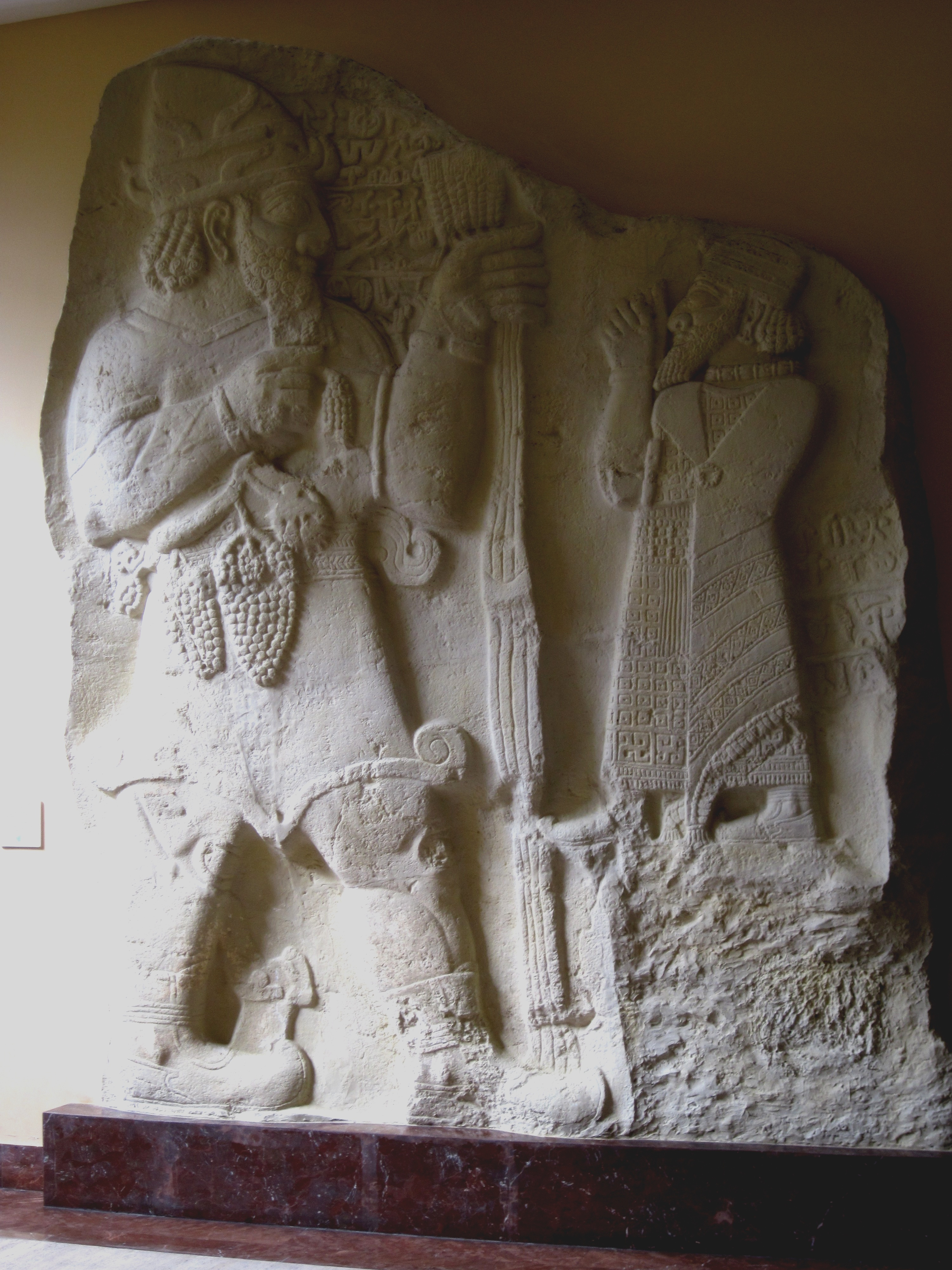
هیپوستاسیز خدای آب‌وهوای لووی، «تارهونزِ تاکستان»، نقش شده بر نقش‌برجسته ایوریز.

در کومانی در پادشاهی کیزوواتنا، تشوب با خدای محلی به نام مانوزی شناسایی می‌شد. دومی به عنوان همسر الهه هوری للوری در نظر گرفته می‌شد.
با شروع دوره هیتی میانه، هیتی‌ها به دلیل نفوذ فزاینده هوری‌ها بر فرهنگشان، تشوب را با خدای آب‌وهوای خود، تارحونا، مرتبط کردند. شخصیت خدای آب‌وهوای لووی، تارحونز، نیز تحت تأثیر تشوب قرار گرفت. یکی از عوامل تسهیل کننده تبادل صفات بین این خدایان آب‌وهوای آناتولی، همتای هوری آنها و دیگر خدایان آب‌وهوا، مانند تاروی حتی و ادد بین‌ا‌لنهرینی، استفاده از سومروگرام یکسان برای نشان دادن نام آنها بود.
در برخی موارد، هیتی‌ها متون هوری را که بر تشوب متمرکز بود، از جمله سرودها، نیایش‌ها و اسطوره‌ها اتخاذ کردند، اما نام او را با نام خدای مشابه خود جایگزین کردند. منابعی مانند متون آیینی مربوط به پرستش شاوشکا در شاموها در عوض، مواردی را حفظ کرده‌اند که به گفته پیوتر تاراچا با اشاره به خدایان مختلف آب‌وهوای آناتولی با نام تشوب توصیف می‌شود. با این حال، همانطور که گری بکمن اشاره کرد، ادغام کامل خدایان در دین هیتی نادر بود، و به طور کلی باید «متأخر و استثنایی» در نظر گرفته شود و خدایان آب‌وهوای انفرادی هویت‌های جداگانه‌ای داشتند. 
گاوهای نر تشوب همراه با او در پانتئون هیتی‌ها گنجانده شده بودند، اما ممکن است تصویر خدای آب‌وهوا که ارابه‌ای را می‌راند که توسط گاو نر کشیده می‌شود، منحصراً به دلیل نفوذ هوری‌ها در فرهنگ هیتی نبوده باشد، زیرا گاو نر پیش از آن و در دوره هیتی باستان، حیوان نمادین خدای آب‌وهوا بود. در حالی که در متن‌های هیتیِ پس از ورود خداییان هوری، تشوب ممکن است در کنار شوالیات که با تاشمیشو ارتباط دارد، ظاهر شود، هیچ مدرکی مبنی بر وجود ارتباط بین این خدای آناتولی و تارحونا در دوره های قبلی وجود ندارد. کنار هم قرار گرفتن آنها تحت تأثیر سنت‌های وارد شده از کیزوواتنا بود. به‌منظور آشتی دادن پانتئون استاندارد هیتی‌ها و پانتئون سلسله‌ای از جمله خداییان هوری، الهی‌دانان دربار هیتی نیز تلاش کردند تا هپات و الهه خورشید آرینا را برابر بدانند، همانطور که برای مثال در نیایش پودوهپا گواهی شده است، اما به گفته پیوتر تاراچا غیرقابل قبول است که این ایده‌ها در میان عموم مردم مورد حمایت قرار گرفته باشد.
در هزاره اول پیش از دوران مشترک، شناسایی بین تشوب و ترحونز به طور ضمنی در متون تبال تأیید شده است، جایی که دومی به عنوان شوهر هپات در نظر گرفته شد. با این حال، به گفته مانفرد هاتر، نمی‌توان از شکل «لوویایی شده» پرستش این الهه در دوره‌های پیشین صحبت کرد. از طریق نفوذ لوویان، او را در کنار تارحونز در کارکمیش نیز پرستیدند، اما در دین آرامیان گنجانده نشد و در نهایت در طول قرن‌های هشتم و هفتم پیش از دوران مشترک به تدریج از منابع سوریه ناپدید شد. همچنین ممکن است پژواک افسانه مربوط به تولد تشوب در یک کتیبه هیروگلیف لووی از آرسوز حفظ شده باشد که خدای مذکر کومارما را به عنوان مادر تارحونز نام می‌برد، مشابه اینکه در سرود هوری به کوماربی به عنوان مادر تشوب، به دلیل شرایط تولدش، اشاره می‌شود.

## پرستش
تشوب یکی از قدیمی‌ترین خدایان هوری بود.

### کومه
کومه (اکدی Kummu or Kummum, هیتی Kummiya, اورارتویی Qumenu) مرکز اصلی آیینی تشوب بود.

### پادشاهی آراپها
شهر آراپها (Arrapḫum) یا Āl-ilāni («شهر خدایان»)، کرکوک امروزی، از همان دوره بابلی باستان به عنوان یک مرکز آیینی برای خدای آب و هوا شناخته می‌شد.

### حلب
معبد خدای آب و هوا در شهر حلب در متن‌های شهر ابلا (پیش از دوره سارگون) جایگاهی مقدس بود.

### کومانی و سایر مکان‌ها در کیزوواتنا
تشوب در کومانی در شمال پادشاهی کیزوواتنا پرستش می‌شد، این پادشاهی در دشت‌های اطراف آدانا قرار داشت.

### میتانی
با وجود آنکه شواهد پرستش تشوب در دولت میتانی محدود است اما اتفاق نظر وجود دارد که پرستش او گسترده بوده است.

### سایر شواهد هوری
نام‌های متعددی که به تشوب اشاره می‌کنند از متن‌های پیدا شده در تیگونانوم شناخته شده‌اند. این شهر در شمال طور عبدین و جنوب یا جنوب غربی دجله قرار دارد که مکان دقیق آن به دلیل آنکه لوح‌ها در حفاری‌های غیرقانونی به دست آمده‌اند، ناشناخته باقی مانده است.

### پذیرش در اوگاریت
متن‌های پیدا شده در اوگاریت (قرن سیزدهم پیشا دوران مشترک) نشان‌گر آن هستند که خدایان هوری، از جمله تشوب، در این شهر پرستش می‌شدند.

### پذیرش در میان هیتی‌ها
تشوب در میان هیتی‌ها نیز پرستش می‌شد.

### پذیرش در میان لووی‌ها
به دلیل نفوذ هوری‌ها بر جوامع مختلف لووی، در جنوب آناتولی تشوب در راس بسیاری از پانتئون‌های محلی قرار گرفت.

## اساطیر

### تشوب و کوماربی
شناخته‌شده‌ترین اسطوره‌های متمرکز بر تشوب متعلق به اصطلاحا چرخه کوماربی است. این متن روایتگر صعود او به پادشاهی و چالش‌هایی است که او متعاقباً به دلیل دسیسه‌های کوماربی با آن روبرو می‌شود. کارلو کورتی به این نکته اشاره می‌کند که علی‌رغم عنوان رایج امروزی آن، شاید مناسب‌تر باشد که از آن به عنوان چرخه تشوب یاد شود. پیوتر تاراچا نیز از این پیشنهادِ تغییر نام پشتیبانی می‌کند. اریک ون دونگن همچنین استدلال می‌کند که برچسب قدیمی نیاز به بازنگری دارد و تشوب را به جای کوماربی به عنوان شخصیت اصلی آن می‌شناسد. اگر چه او عنوانی را ترجیح می‌دهد که به طور گسترده‌تری به پادشاهی در آسمان اشاره کند و نه یک خدای منفرد.
مشخص نیست که در اصل چند اسطوره این چرخه را تشکیل دادند. همچنین ممکن است بیش از یک چرخه از اسطوره‌ها بر درگیری بین تشوب و کوماربی متمرکز باشند. توالی بازسازی‌شده مرسوم که در ادبیات مدرن آمده، شامل پنج اسطوره است: آهنگ پیدایش، آهنگ لاما،
 آهنگ نقره، آهنگ هدامو و  آهنگ اولیکومی. به گفته آلفونسو آرچی، سه اسطوره آخر بر اساس طبیعت فزاینده تهدیدآمیز آنتاگونیست‌هایشان مرتب شده‌اند، اگرچه او همچنین تأکید می‌کند که نمی‌توان فرض کرد که آنها یک کل منسجم را تشکیل می‌دهند. مشخص نیست که آیا آهنگ دریا نیز بخشی از این چرخه بوده است یا خیر، و اگر این طبقه‌بندی پذیرفته شود، باید در چه جایگاهی قرار گیرد. متن‌های تکهتکه دیگری که احتمالاً مرتبط با این روایت‌ها هستند نیز شناسایی شده‌اند، از جمله ائا و دیو و قطعه‌ای متمرکز بر خدایی التارا. اسطوره‌های منفرد همگی توطئه‌های کوماربی علیه تشوب را تصویر می‌کنند که در ابتدا به منظور ایجاد تعلیق موفقیت‌آمیز  هستند، اما در نهایت خدای جوان بر مشکلات غلبه می‌کند و پیروز ظاهر می‌شود. هر دو شرکت‌کننده اصلی در مناقشه توسط متحدان مختلف یاری می‌شوند، و تشوب عمدتاً توسط چهره‌های مرتبط با آسمان پشتیبانی می‌شود، برای مثال شاوشکا، شیمیگه، کوشوه، هپات، تاکیتو، تاشمیشو و آشتابی، و کوماربی با آنهایی که ساکنان جهان زیرین هستند یا دریا.
در حالی که در ترجمه‌های هیتی از اسطوره‌های دربارهٔ تشوب ممکن است نام او با نام تارحونا جایگزین شود، به گفته گری بکمن، مشخص نیست که آیا هیچ یک از آنها در نزد عموم هیتی‌ها یا حتی درباریان سلطنتی شناخته شده باشند. پیرنگهای آنها بازتاب سنت هیتی نیست، بلکه اعتقادات هوریان ساکن شمال سوریه و بین‌النهرین را نشان می‌دهد، همانطور که در موقعیت جغرافیایی آنها نشان داده شده است و به مکان‌هایی مانند دجله، موکیش یا کوه حزی اشاره مستقیم می‌شود. مفهوم «پادشاهی در آسمان» که معمولاً در آنها به آن اشاره می‌شود، عمدتاً در الهیات بومی هیتی غایب بود و فقط می‌توان آن را یک «قرض ادبی» در نظر گرفت. به احتمال زیاد اسطوره‌های هوری از شمال سوریه وارد و در هیتی اقتباس شده‌اند تا به عنوان گونه‌ای از آموزش کاتبان و احتمالاً سرگرمی درباری باشد. برخی از اقتباس‌ها ممکن است در شاپینووا در زمان سلطنت تودهالیای دوم یا تودهالیای سوم تهیه شده باشند.

#### آهنگ پیدایش(آهنگ کوماربی)
صرف نظر از تعداد و چینش اسطوره‌هایی که به عنوان بخشی از چرخه مربوط به تشوب و کوماربی طبقه‌بندی شده‌اند، کارشناسان این تصنیف را آغاز آن می‌دانند. تا دهه ۲۰۰۰، عنوان‌های موقتی گوناگونی برای اشاره به آن در نشریات دانشگاهی استفاده می‌شد، برای مثال آهنگ کوماربی یا پادشاهی در آسمان، در نهایت مشخص شد که این متن در اصل با عنوان آهنگ پیدایش شناخته می‌شد. لوحِ باقیمانده را کاتبی به نام اشهاپالا که در زمان سلطنت تودهالیای اول زندگی می‌کرد، تهیه کرد. با این حال، تصنیف قدیمی‌تر است، زیرا انجامه وجود نمونه آسیب‌دیده‌ای را ذکر می‌کند که از آن رونوشت شده است، که احتمالاً به نوبه خود اقتباسی هیتی از نسخه‌های اصلی ناشناخته هوری را تشکیل می‌دهد. در حال حاضر، تنها یک قطعهٔ احتمالاً مرتبط که به زبان هوری نوشته شده، شناخته شده است، KUB 47.56، اما به دلیل وضعیت نگهداری و درک هنوز ناقص از زبان، روشنی بیشتری بر پیرنگ اسطوره نمی‌اندازد.
آهنگ پیدایش، تولد تشوب را پس از بخش مقدماتی که به جانشینی پادشاهان اولیهٔ خدایان اختصاص داده شده است، شرح می‌دهد. او زمانی نطفه می‌بندد که کوماربی پس از نبرد با خدایی قبلی که این مقام را داشت، آنو، و گاز گرفتن اندام جنسی او، پادشاهی را در میان خدایان به دست می‌آورد. آنو پس از مثله شدن، کوماربی را مسخره می‌کند:
همانطور که گری بکمن اشاره کرده، تشوب، بنا به منشأ خود، در عمل نشان‌دهنده ادغام دو خانواده رقیب از خدایان است، یکی توسط آنو، و دیگری توسط کوماربی و آلالو، نمایندگی می‌شوند که قبل از آنو در آسمان سلطنت می‌کردند.
با وجودی که کوماربی موفق می‌شود تاشمیشو را تف کند و در نتیجه کوه کانزورا را به او آبستن کند، برای خلاص شدن از دست تشوب، باید به نیپور در بین‌النهرین سفر کند، جایی که در مورد وضعیت خود با ائا مشورت می‌کند. تشوب فعالانه از درون بدن کوماربی در بحث شرکت و استدلال می‌کند که بهتر است او از سرش بیرون بیاید. در قسمت دیگری که در آن او هنوز متولد نشده است، ظاهراً نشان می‌دهد که خصیصه‌های مثبت مختلفی را از خداییان دیگر دریافت خواهد کرد. در بخشی از اسطوره  که به زمان قبل از تولدش اختصاص دارد، از تشوب با نام‌های A.GILIM و KA.ZAL یاد می‌شود، احتمالاً به این دلیل که او هنوز نام خاص خود را دریافت نکرده یا صرفاً به کاتبان اجازه داده است که آشنایی خود را با نوشته‌های نادر مختلف نام‌ها نشان دهند. با این حال، آنها در چنین زمینه‌ای در هیچ متن دیگری استفاده نمی‌شوند. احتمالاً حتی در زمان گردآوری و رونوشت متن غامض بوده‌اند. آنها ممکن است از فهرست‌های واژگانی چند زبانه سرچشمه گرفته باشند.
جمجمه کوماربی در نهایت برای امکان تولد تشوب شکافته می‌شود و پس از آن باید «مانند جامه» توسط الهه‌های سرنوشت (گولشش در اقتباس هیتی) ترمیم شود. او از این مصیبت خشمگین شده و خواستار آن است که فرزند را که با لوگوگرام NAM.ḪÉ («وفور»، در گذشته گاهی به نادرستی به معنای شخصیت مجزا و مونث در نظر گرفته شده است) به او اشاره می‌شود، تحویل بگیرد تا او را یا خُرد کند و یا ببلعد. با این حال، او به روش نامعلومی فریب خورده و به جای آن تکه‌ای از سنگ را گاز می‌گیرد و پسرش را قادر می‌سازد زنده بماند. به گفته اریک ون دونگن، پس از مطالعه قبلی آنا ماریا پولوانی، می‌توان فرض کرد که اصطلاحی که برای اشاره به آن استفاده می‌شود، کونکونوزی، معنای خاصی ندارد و می‌تواند به هر سنگ سختی اشاره کند، نه لزوما به بازالت، دیوریت یا گرانیت که گاهی پیشنهاد می‌شود. هنگامی که روایت پس از توصیفی از برپا کردن سنگ به عنوان مکانی که انسان‌ها در آن پیشکش می‌کنند (شاید سبب‌شناسی از سنگ‌های به اصطلاح حووشی که در سوریه و آناتولی به عنوان اشیای آیینی تلقی می‌شدند) و یک افتادگی در متن، از سر گرفته می‌شود، خداییان مختلف در حال بحث هستند که چه کسی پادشاه بعدی خدایان خواهد شد. معلوم نیست به چه نتیجه‌ای می‌رسند، اما ظاهراً این مقام را به تشوب نمی‌دهند. او از بحث ناراضی است. در قسمت بعدی، او به ویژگی‌های مثبت خود می‌بالد و خدایان دیگر را نفرین می‌کند. گاو نر او شیری به او در مورد این کار هشدار می‌دهد. او ائا را به طور خاص متمایز می‌کند، اما مشخص نیست که آیا به این دلیل است که او را یک حریف بالقوه خطرناک منحصر به فرد می‌بیند یا به این دلیل که او را یک چهره بی‌طرف می‌شناسد که نیازی به دشمن کردن او ندارد. تشوب همچنین اشاره می‌کند که او یک خدای جنگ را (که با لوگوگرام dZA.BA.4.BA4  نشان داده می‌شود) از خود رانده است، که ممکن است تلمیح از یک قسمت از دست رفته در نبرد بین او و کوماربی باشد که شامل تعدادی از متحدان مربوطه آنها می‌شود. از طرف دیگر، خدای جنگ ناشناس ممکن است به دلیل حمایت نکردن از تشوب با اشتیاق کافی در طول بحث در مورد پادشاهی مورد نفرین قرار گرفته باشد، اگرچه این پیشنهاد کاملاً فرضی است. این احتمال وجود دارد که تقابل بین تشوب و خدایان آغازین هوری نیز در این نقطه رخ داده و منجر به محبوس شدن آنها در جهان زیرین شده باشد که در سایر متن‌های هوری-هیتی شرح داده شده است.
در قسمت دیگری که حفظ شده است، شخصی به ائا  درباره نفرین تشوب خبر می‌دهد. در گذشته گفته می‌شد که این خدایی که نامش به شدت آسیب دیده است، احتمالا الهه حتی به نام تاوری است که کمتر شناخته شده است، اما اکنون این امر غیرقابل قبول تلقی می‌شود. او ظاهراً با ضرب‌المثلی پاسخ می‌دهد: «زیر دیگچه آبجو [آتشی گذاشته می‌شود(؟)] و آن دیگچه می‌جوشد(؟)»، احتمالاً به این عنوان باید در نظر گرفته شود که اعلام این مساله است که هیچ خدایی نباید در کار او به هیچ عنوان مداخله کند. به دلیل افتادگیها، مشخص نیست که بخش‌های باقی‌مانده چگونه با بخش‌های پیشین اسطوره مرتبط هستند و آیا تشوب در آنها نقشی دارد یا خیر. برخی از آنها به تولد فرزندان زمینِ خدا شده می‌پردازند، اما مشخص نیست که آیا آنها را باید دشمن تشوب دانست یا خیر.
ممکن است قطعه دیگری از آهنگ پیدایش که مربوط به تشوب است در لوح KUB 33.105 حفظ شده باشد که حاوی گفتگوی بین او و آنو است. او درگیری خود با کوماربی را بازگو می‌کند، و شرح می‌دهد که چگونه هفت بار به آسمان، هفت بار به زمین و هفت بار به کوه‌ها و رودخانه‌ها فرستاده شد. او همچنین بیان می‌کند که خِرَد خود را مدیون نارا و نیرومندی خود را مدیون آنو است، اما بقیه این بخش افتادگی دارد.

#### آهنگ لاما
سومروگرام LAMMA همچنین می‌تواند به صورت KAL خوانده شود و بنابراین اسم خدایی نام‌بخشی که آهنگ لاما بر او متمرکز است، گاهی به صورت KAL نیز ترجمه می‌شود. بخش اول بازمانده، درگیری بین او و تشوب را توصیف می‌کند که در آن شاوشکا به یاری تشوب می‌آید و ظاهراً خواهر و برادر در آن شکست می‌خورند. حریفشان ارابه و تازیانه تشوب را به دست می‌آورد. او سپس به احتمال زیاد توسط ائا به عنوان پادشاه جدید خدایان منصوب می‌شود، اما در نهایت او و کوماربی از بی‌کفایتی او ناراضی می‌شوند و به دنبال خلعش هستند. بقیه اسطوره به خوبی حفظ نشده است، اما پس از یک افتادگی با طول نامشخص، لاما و تشوب دوباره با هم درگیر می‌شوند و ظاهراً اولی این بار بازنده است. به احتمال زیاد او کشته نمی‌شود، اما باید جامه پادشاهی را به تشوب تحویل دهد. به گفته آلفونسو آرچی، لاما را می‌توان به عنوان خدای حامی کارکمیش، کارهوها، شناسایی کرد، همانطور که در استفاده از این سومروگرام برای تعیین او در متنی منسوب به شوپ‌پیلولیومای یکم مشهود است. معنای اصلی، نام یک نوع خدای محافظ در بین‌النهرین، متناسب با بافت در نظر گرفته نمی‌شود. بر اساس شناسایی لاما به عنوان کارهوها آرچی پیشنهاد می‌کند که این اسطوره در اصل در کارکمیش و در دوره تسلط میتانی‌ها تحت تأثیر سایر روایات که امروزه بخشی از چرخه کوماربی تلقی می‌شوند، سروده شده است و اگرچه باقیمانده تکه‌تکهٔ آن تفسیر را دشوار می‌کند، پیروزی تشوب بر خدای محلی ممکن است نشاندهنده پذیرش برتری سلسله مذکور باشد.

#### آهنگ نقره
در آهنگ نقره که به احتمال زیاد از یک نسخه اصلی هوری به زبان هیتی ترجمه شده، و احتمالا در غرب سوریه تصنیف شده است برای اولین بار زمانی از تشوب نام برده می‌شود که راوی، موجود نام‌بخش را بزرگتر از خدایان معرفی می‌کند. بعداً نقره از مادرش، یک زن فانی، درمی‌یابد که برادر ناتنی‌اش تشوب و پدرش کوماربی است، که او را برمی‌انگیزد تا سفری به شهر مقدس دومی، اورکش، آغاز کند. بقیه داستان به طور کامل حفظ نشده است، اما چنین فرض می‌شود که او به عنوان یک پادشاه موقت خدایان بر تخت می‌نشیند. در قطعه‌ای که احتمالاً در پی این رویداد است، تشوب از میزان قدرت خود در هراس است و می‌پرسد آیا می‌تواند او را شکست دهد یا خیر، که باعث می‌شود تاشمیشو به خاطر این نمایش ترس به او طعنه بزند. در حالی که بخش‌های باقی‌مانده، عزل و شکست نقره را توصیف نمی‌کنند، با این وجود فرض بر این است که روایت با این رویدادها به پایان رسیده است زیرا که تشابهات آن با اسطوره‌های دیگری که به عنوان بخشی از چرخه کوماربی طبقه‌بندی می‌شوند، مشخص است.

#### آهنگ هدامو
آهنگ هدامو بر درگیری تشوب با چند شخصیت متمرکز شده است. آهنگ هداممو بر مبارزه بین تشوب و شاوشکا و موجودِ نام‌بخش، پسر هیولاییِ کوماربی و شرتاپشوروهی (دختر متحد او تجسم دریا) متمرکز است. تشوب برای اولین بار در مورد این حریف جدید از شاوشکا می‌شنود، که پس از رساندن خبر از نشستن، خوردن یا نوشیدن خودداری می‌کند. تشوب پس از شنیدن ناامید می‌شود و شروع به گریه می‌کند. ظاهراً یک رویارویی کوتاه در پی می‌آید و منجر به ویرانی در میان فانی‌ها می‌شود، که ائا را وادار می‌کند تا هر دو طرف را سرزنش کند، او از تشوب و متحدانش شروع می‌کند:
کوماربی نفر بعدی است که مورد سرزنش قرار می‌گیرد، و ظاهراً احساس می‌کند به او توهین شده، که به گفته هری ا. هافنر ممکن است نقطه‌ای باشد که این دو، که در بخش‌های قبلی این چرخه به عنوان دو متحد به تصویر کشیده شده‌اند، شروع به دور شدن از یکدیگر می‌کنند، و در نهایت منجر به آن می‌شود که ائا در آهنگ اولیکومی به جای آن  به تشوب مشاوره می‌دهد.
در قسمت بعدی که به خوبی حفظ نشده است، تشوب و شاوشکا در مورد هدامو صحبت می‌کنند. دومی نقشه‌ای برای شکست دادن او با کمک خدمتکارانش نیناتا و کولیتا می‌کشد که اجرای آن منجر به آن می‌شود که (چنانچه در قطعات باقیمانده توصیف شده) موجود آبزی تاج و تخت خود در زیر دریا را رها کند و به خشکی بیاید. در حالی که هیچ بخش باقیمانده‌ای سرنوشت نهایی هدامو را توصیف نمی‌کند، با این وجود فرض بر این است که او در نهایت شکست خورده است. مشخص نیست که آیا او توسط تشوب کشته شده یا اجازه یافته است مانند لاما زنده بماند.

#### آهنگ اولیکومی
برخلاف بسیاری از روایتهای مرتبط، آهنگ اولیکومی به خوبی حفظ شده است. این کاملترین اسطوره با منشأ هوری است که در حال حاضر برای محققان شناخته شده است. اشاره شده است که پیرنگ آن دارای تعدادی از عناصر است که در آهنگ هدامو نیز وجود دارد. به گفته آلفونسو آرچی، ممکن است از سنت اولیه هوریان گرفته شده باشد، اگرچه نسخه شناخته شده برای هیتی‌ها تنها پس از استقرار هوری‌ها در غرب سوریه ممکن است پدید آمده باشد.
اسطوره با صحنه‌ای از نقشه کشیدن کوماربی علیه تشوب شروع می‌شود:
نقشه او حول موجود نام‌بخش، اولیکومی، می‌چرخد که نامش به معنای « کومه را نابود کن!» است، کومه هم مرکز آیینی اصلی تشوب و هم محل اقامت او در اساطیر است. این به معنای توصیف سرنوشت او است، زیرا او برای جایگزینی خدای آب‌وهوا و نابود کردن او و شهرش خلق شده است. او به عنوان پسر کوماربی و یک تخته سنگ عظیم توصیف می‌شود و از کونکونوزی، «سنگ سخت» ساخته شده است، بسیار شبیه به سنگی که کوماربی در آهنگ پیدایش به آن گاز زده است. کوماربی اولیکومی را به متحدان مختلف خود، از جمله دریای خدایی‌شده ، معرفی می‌کند و شرح می‌دهد که این موجود سنگی قرار است چه کاری انجام دهد:
با این حال، او می‌ترسد اولیکومی در زمانی که هنوز کوچک است به راحتی شکست بخورد، و به همین دلیل او را می‌فرستد تا مدتی را در خفا روی شانهٔ اوپلوریِ غول‌پیکر بگذراند. او به رشد خود ادامه می‌دهد و به دلیل جثهٔ عظیمش در نهایت مورد توجه «خدای خورشید آسمان» (شیمیگه هوری) قرار می‌گیرد، که بلافاصله می‌شتابد تا به تشوب در مورد این دشمن جدید هشدار دهد. خدای آب‌وهوا برای او نشست، غذا و نوشیدنی برپا می‌کند، اما او از نشستن، خوردن یا نوشیدن امتناع می‌ورزد، و میزبانش را به این فکر می‌اندازد که آیا ممکن است آنان به نادرستی برپا شده باشند (در سطرهای پایانی لوح اول تصنیف). احتمالاً آغاز شکستهٔ لوح دوم حاوی توضیحی درباره این سوء تفاهم بود، زیرا در قسمت بعدی که باقی مانده است تشوب به خبر بد واکنش نشان می‌دهد و به خدای خورشید اطمینان می‌دهد که می‌تواند اکنون بنشیند و بخورد و شراب بنوشد. او سپس به همراه برادر و خواهرش تاشمیشو و شاوشکا به کوه هازی سفر می‌کند و پس از رسیدن به مقصد، سرانجام خود اولیکومی را می‌بیند که او را دچار ناامیدی می‌کند. او توضیح می‌دهد که مبارزه با آن چقدر ترسناک است و شروع به گریه میکند. شاوشکا برای کمک به تشوب سعی می‌کند اولیکومی را با آواز و رقص جذب کند، همانطور که قبلا با هدامو همین کار را انجام داد. با این حال، پس از اینکه جامه فاخر پوشید، موهایش را با صدف‌های دریایی آراسته و شروع به خواندن کرد، موجی به او اطلاع می‌دهد که هدف ناشنوا، نابینا و بی‌احساس است، که او را در مقابل چنین تلاش‌هایی مصون می‌سازد، و به او پیشنهاد می‌کند که در عوض تلاش کند تا تشوب را وادار کند در اسرع وقت با آن مقابله کند، زیرا هر چه بزرگتر شود، خطرناکتر میشود. در قسمت بعدی که باقی مانده است، تشوب به تاشمیشو می‌گوید که گاوهای نر شریشو و تیلا و یک ارابه را آماده کند و ظاهراً درگیری بین او و اولیکومی رخ می‌دهد. خدای آب‌وهوا شکست می‌خورد. خدایان دیگر، از جمله آشتابی، تلاش می‌کنند تا با اولیکومی مبارزه کنند، اما او به رشد خود ادامه می‌دهد و در نهایت دروازه‌های کومه را مسدود می‌کند، و هپات همسر تشوب را در داخل به دام می‌اندازد که نمی‌تواند بفهمد چه اتفاقی برای تشوب افتاده است. او نگران است که ممکن است تشوب در نبرد کشته شده باشد، و پیام‌رسان خود تاکیتی را می‌فرستد تا بفهمد چه اتفاقی افتاده است، اما بقیه قسمت گم شده است و هنگامی که متن پس از یک افتادگی از سر گرفته می‌شود، تاشمیشو به نزدیکی اقامتگاه او می‌رسد تا به او اطمینان دهد که تشوب زنده است و تقریبا باعث می‌شود او از پشت‌بام به پایین بیفتد. او سپس به خانه موقت تشوب برمی‌گردد و به او پیشنهاد می‌کند که باید با ائا در «آپزووا» ملاقات کنند. پس از رسیدن به خانه ائا، هر دو تعظیم می‌کنند، اگرچه ظاهراً او از حضور تشوب عصبانی شده است. در یک سری از قسمتهای تکه‌تکه، ائا سپس با خدایان مختلف دیگر، از جمله انلیل، اوپلوری و خدایان آغازین ملاقات می‌کند و در مورد اولیکومی به آنها می‌گوید. با کمک خدایان آغازین، او ابزاری مسی را که برای جدا کردن آسمان از زمین استفاده می‌شد، بازیابی می‌کند و پس از اینکه متوجه شد منبع قدرت اولیکومی، ارتباطش با اوپلوری است، ابزار مسی را برای بریدن اولی به کار می‌برد. این جدایی آسیب‌ناپذیری را که او در بخش‌های قبلی اسطوره به نمایش گذاشته بود، نفی می‌کند. ائا سپس به تاشمیشو می‌گوید که باید برای بار دیگر با اولیکومی مبارزه شود. او با شور و شوق واکنش نشان می‌دهد و قبل از رفتن همراه با تشوب به محلی که خدایان دیگر در آنجا مجلسی برگزار کرده‌اند، این اطلاعات را به او می‌رساند. بقیه قسمت‌های باقی‌مانده همگی برخورد دوم بین تشوب و اولیکومی را توصیف می‌کنند. قطعه بعدی به صورت مونولوگ است:
معلوم نیست بعد از آن چه می‌شود. متن پس از اظهار نظر اولیکومی قطع می‌شود، اما وجود لوح گمشدهٔ دیگری مطرح شده است که نبرد بین او و تشوب را توصیف می‌کند. احتمالاً خدای آب‌وهوا در نهایت پیروز ظاهر می‌شود، اما سرنوشت نهایی اولیکومی ناشناخته باقی می‌ماند.

#### سایر متن‌های مرتبط
با توجه به ارجاعات متعدد به اتحاد بین کوماربی و دریای شخصیت‌یافته در آهنگ هدامو و آهنگ اولیکومی، پیشنهاد شده است که آهنگ دریا اسطوره‌ای دیگر متعلق به همین چرخه باشد.

#### مطالعه تطبیقی
به شباهت‌های اساطیر مربوط به چالش تشوب برای پادشاهی با بن‌مایه‌های اساطیر یونانی  اشاره شده و صعود او به جایگاه رئیس پانتئون با تاریخچه زئوس که در تئوگونیا هزیود آمده، مقایسه شده است. به گفته گری بکمن، این شباهت‌ها نشانه‌ای از این نیست که درگیری بر سر پادشاهی در آسمان، روایتی با منشأ هندواروپایی بوده است، بلکه در عوض نشانه‌ای از آنچه است که او آن را «ویژگی منطقه‌ای الهیاتی» می‌داند و در سراسر بین‌النهرین، آناتولی و مدیترانه شناخته شده است. همچنین احتمال می‌رود که اسطوره تولد آتنا از جمجمه شکافته زئوس از تولد تشوب الگوبرداری شده باشد. به گفته امیر گیلان، مشتقات برخی از عناصر مشخص اساطیر تشوب ممکن است از طریق پادشاهی سوری-هیتی ولیستین به یونان رسیده باشد که جنبه‌هایی از الهیات پیشین حلب (برای مثال کتیبه‌هایی از ارسوز) را در هزاره اول پیش از دوران مشترک حفظ کرده است.

### آهنگ رهایی
تشوب یکی از شخصیت‌های اصلی آهنگ رهایی است که با عنوان حماسه آزادی نیز شناخته می‌شود. مانند جاهای دیگر در اساطیر هوری، او در جایگاه پادشاه خدایان و ارباب کومه به تصویر کشیده شده است. آهنگ رهایی از قطعات متعدد نسخه‌های دوزبانه شناخته شده است که نسخه اصلی هوری را با ترجمه‌ای به زبان هیتی پیوند می‌دهد. این نسخه‌ها را کاتبانِ هاتوسا در حدود ۱۴۰۰ پیش از دوران مشترک تهیه کرده‌اند. با این حال، فرض بر این است که در اصل پیش از این، احتمالاً در قرن شانزدهم قبل از دوران مشترک تصنیف شده است. این ترجمه به احتمال زیاد برای تسهیل یادگیری زبان هوری تهیه شده است. توالی وقایع در اسطوره نامشخص است و تفسیر پیرنگ آن موضوع بحث علمی است. یکی از تنها نقاط باثبات پیشگفتار است. خدایان ایفاگر نقش‌های اصلی داستان را معرفی می‌کند:
در همین بخش، مردی به نام پیزیگارا نیز معرفی می‌شود که گفته می‌شود اهل نینوا است، اما نقش او در داستان به خوبی شناخته نمی‌شود و او در هیچ منبع دیگری گواهی نشده است.
درون‌مایه اصلی آهنگ رهایی، آزادی ساکنان شهر ایگینگالیش است که به عنوان برده در ابلا نگهداری می‌شوند. به گفته گرنوت ویلهلم، آنها اسیران جنگی هستند که به بردگی گرفته شده‌اند و در مقابل افرادی هستند که در نتیجه بدهی مجبور به بردگی هستند، اگرچه در پژوهش‌های قدیمی‌تر گاهی متن با این فرض تفسیر می‌شد که احتمال دوم درست است. اوا فون داسو نیز مشاهدات مشابهی انجام داده و خاطرنشان می‌کند که کل جمعیت شهر از آزادی محروم هستند، که نشان‌دهنده انقیاد در جنگ است. شهر ایگینگالیش همچنین در سوابق تاریخی گواهی شده و به احتمال زیاد در مقطعی یا یکی از خراجگزاران و یا قلمرو وابسته به ابلا بوده است.
در یکی از قطعات، تشوب از پادشاه ابلا، مِگی، می‌خواهد که ساکنان برده شده ایگینگالیش را آزاد کند. او شخصی به نام پوررا را که قبلاً به فرمانروایان متعددی خدمت کرده است، مشخص می‌کند:
او می‌گوید که اگر خواسته‌اش برآورده شود، شهر را برکت می‌دهد و در صورت نافرمانی آن را ویران می‌کند:
مانند دیگر شخصیت‌های انسانی در این اسطوره، پوررا و مگی شخصیت‌های تاریخی نیستند و نام دومی برگرفته از عنوانی است که حاکمان تاریخی ابلایی استفاده می‌کردند.

### داستان‌های قهرمان بشری
در قطعه‌ای از یکی از نسخه‌های هوری حماسه گیلگمش نام تشوب نیز ذکر شده است. بکمن خاطرنشان می‌کند که در حال حاضر ترجمه و تفسیر کامل این متن امکان‌پذیر نیست اما تشوب به ظاهر «در همه جای» آن حضور دارد. از این جنبه می‌توان آن را  با هم نسخه اصلی اکدی و هم اقتباس هیتی مقایسه کرد که خدایان آب‌وهوای مربوط در آنها نقش مهمی ندارند.

## واژگان
1. ↑  Sumerogram
2. ↑  Teišeba
3. ↑  Kummanni
4. ↑  Manuzi
5. ↑  Kumme
6. ↑  Kummanni
7. ↑  Tigunanum
8. ↑  Luwians
9. ↑  Song of Emergence
10. ↑  Song of LAMMA
11. ↑  Song of Sliver
12. ↑  Song of Ḫedammu
13. ↑  Song of Ullikummi
14. ↑  Walistin